# Lieja-Bastogne-Lieja 2022
La Lieja-Bastogne-Lieja 2022 fou l'edició número 108 de la clàssica ciclista Lieja-Bastogne-Lieja. Es disputà el diumenge 24 d'abril de 2022 sobre un recorregut de 257,2 km. La cursa formà part de l'UCI World Tour 2022.
El vencedor final fou el belga Remco Evenepoel (Quick-Step Alpha Vinyl), que s'imposà en solitari després d'atacar en l'ascensió a la Cota de La Redoute. Quinten Hermans (Intermarché-Wanty-Gobert Matériaux) i Wout Van Aert (Team Jumbo-Visma) foren segon i tercer respectivament.

## Equips participants
En ser la Lieja-Bastogne-Lieja una cursa de l'UCI World Tour els 18 equip amb categoria WorldTeam tenen el dret i obligació a prendre-hi part. A banda, l'organitzador ASO, va convidar a set equips ProTeam, per totalitzar un gran grup de 25 equips i 175 corredors.
| WorldTeams (18)- AG2R Citroën Team - Astana Qazaqstan Team - Bahrain Victorious - Bora-Hansgrohe - Cofidis - EF Education-EasyPost - Groupama-FDJ - Ineos Grenadiers - Intermarché-Wanty-Gobert Matériaux - Israel-Premier Tech - Jumbo-Visma - Lotto-Soudal - Movistar Team - Quick-Step Alpha Vinyl - BikeExchange-Jayco - Team DSM - Trek-Segafredo - UAE Team Emirates ProTeams (7)- Alpecin-Fenix - Arkéa-Samsic - Equipo Kern Pharma - TotalEnergies - Sport Vlaanderen-Baloise - Uno-X Pro Cycling Team - Bingoal Pauwels Sauces WB |
| |

## Recorregut
| Núm. | Nom                                  | Km    | Llargada | Pendent | Km arribada |
| ---- | ------------------------------------ | ----- | -------- | ------- | ----------- |
| 1    | Cota de la Roche-en-Ardenne          | 76    | 2.900    | 5,6 %   | 183,5       |
| 2    | Cota de Saint-Roch                   | 123,5 | 1.000    | 11,2 %  | 136         |
| 3    | Cota de Mont-le-Soie                 | 164,5 | 4.000    | 6,1 %   | 95          |
| 4    | Cota de Wanne                        | 172,5 | 2.800    | 7,4 %   | 87          |
| 5    | Cota de Stockeu (Estela Eddy Merckx) | 179   | 1.000    | 12,5 %  | 80,5        |
| 6    | Cota de la Haute-Levée               | 183,5 | 3.600    | 5,6 %   | 73          |
| 7    | Col du Rosier                        | 197,5 | 4.400    | 5,9 %   | 62          |
| 8    | Cota de Desnié                       | 211   | 1.600    | 8,1 %   | 43,5        |
| 9    | Cota de La Redoute                   | 224   | 2.000    | 8,9 %   | 30,5        |
| 10   | Cota de la Roche aux faucons         | 241   | 1.300    | 11 %    | 13,5        |

## Classificació final
| \| Classificació general \| Classificació general \| Classificació general \| Classificació general \| Classificació general \| \| Corredor \| Corredor \| Equip \| Temps \| \| \| --------------------- \| --------------------------- \| ---------------------------------- \| --------------------- \| --------------------- \| \| 1r \| Remco Evenepoel \| Quick-Step Alpha Vinyl \| 6h 12' 48" \| \| \| 2n \| Quinten Hermans \| Intermarché-Wanty-Gobert Matériaux \| + 48" \| \| \| 3r \| Wout van Aert \| Jumbo-Visma \| + 48" \| \| \| 4t \| Daniel Martínez Poveda \| Ineos Grenadiers \| + 48" \| \| \| 5è \| Sergio Higuita García \| Bora-Hansgrohe \| + 48" \| \| \| 6è \| Dylan Teuns \| Bahrain Victorious \| + 48" \| \| \| 7è \| Alejandro Valverde Belmonte \| Movistar Team \| + 48" \| \| \| 8è \| Neilson Powless \| EF Education-EasyPost \| + 48" \| \| \| 9è \| Marc Hirschi \| UAE Team Emirates \| + 48" \| \| \| 10è \| Michael Woods \| Israel-Premier Tech \| + 48" \| \| \| 11è \| Jack Haig \| Bahrain Victorious \| + 48" \| \| \| 12è \| Enric Mas Nicolau \| Movistar Team \| + 48" \| \| \| 13è \| Jakob Fuglsang \| Israel-Premier Tech \| + 52" \| \| \| 14è \| Aleksandr Vlàssov \| Bora-Hansgrohe \| + 1' 36" \| \| \| 15è \| Warren Barguil \| Arkéa-Samsic \| + 1' 36" \| \| \| 16è \| Bruno Armirail \| Groupama-FDJ \| + 2' 30" \| \| \| 17è \| Robert Stannard \| Alpecin-Fenix \| + 2' 30" \| \| \| 18è \| Rudy Molard \| Groupama-FDJ \| + 2' 30" \| \| \| 19è \| Xandro Meurisse \| Alpecin-Fenix \| + 2' 30" \| \| \| 20è \| Quentin Pacher \| Groupama-FDJ \| + 2' 30" \| \| |                             |                                    |            |
| |                             |                                    |            |
| Font: ProCyclingStats |                             |                                    |            |
| Classificació general |                             |                                    |            |
| Corredor | Corredor                    | Equip                              | Temps      |
| 1r | Remco Evenepoel             | Quick-Step Alpha Vinyl             | 6h 12' 48" |
| 2n | Quinten Hermans             | Intermarché-Wanty-Gobert Matériaux | + 48"      |
| 3r | Wout van Aert               | Jumbo-Visma                        | + 48"      |
| 4t | Daniel Martínez Poveda      | Ineos Grenadiers                   | + 48"      |
| 5è | Sergio Higuita García       | Bora-Hansgrohe                     | + 48"      |
| 6è | Dylan Teuns                 | Bahrain Victorious                 | + 48"      |
| 7è | Alejandro Valverde Belmonte | Movistar Team                      | + 48"      |
| 8è | Neilson Powless             | EF Education-EasyPost              | + 48"      |
| 9è | Marc Hirschi                | UAE Team Emirates                  | + 48"      |
| 10è | Michael Woods               | Israel-Premier Tech                | + 48"      |
| 11è | Jack Haig                   | Bahrain Victorious                 | + 48"      |
| 12è | Enric Mas Nicolau           | Movistar Team                      | + 48"      |
| 13è | Jakob Fuglsang              | Israel-Premier Tech                | + 52"      |
| 14è | Aleksandr Vlàssov           | Bora-Hansgrohe                     | + 1' 36"   |
| 15è | Warren Barguil              | Arkéa-Samsic                       | + 1' 36"   |
| 16è | Bruno Armirail              | Groupama-FDJ                       | + 2' 30"   |
| 17è | Robert Stannard             | Alpecin-Fenix                      | + 2' 30"   |
| 18è | Rudy Molard                 | Groupama-FDJ                       | + 2' 30"   |
| 19è | Xandro Meurisse             | Alpecin-Fenix                      | + 2' 30"   |
| 20è | Quentin Pacher              | Groupama-FDJ                       | + 2' 30"   |

## Llista de participants
| UAE Team Emirates UAD | UAE Team Emirates UAD      | UAE Team Emirates UAD |
| --------------------- | -------------------------- | --------------------- |
| Núm                   | Ciclista                   | Pos                   |
| 1                     | Marc Hirschi (SUI)         | 9è                    |
| 2                     | George Bennett (NZL)       | DNF                   |
| 3                     | Vegard Stake Laengen (NOR) | 112è                  |
| 4                     | Brandon McNulty (USA)      | DNF                   |
| 5                     | Jan Polanc (SLO)           | 57è                   |
| 6                     | Marc Soler i Giménez (ESP) | 44è                   |
| 7                     | Diego Ulissi (ITA)         | 22è                   |

| Quick-Step Alpha Vinyl QST | Quick-Step Alpha Vinyl QST      | Quick-Step Alpha Vinyl QST |
| -------------------------- | ------------------------------- | -------------------------- |
| Núm                        | Ciclista                        | Pos                        |
| 11                         | Julian Alaphilippe (FRA) (ruta) | DNF                        |
| 12                         | Tim Declercq (BEL)              | DNF                        |
| 13                         | Remco Evenepoel (BEL)           | 1r                         |
| 14                         | Pieter Serry (BEL)              | 99è                        |
| 15                         | Mauri Vansevenant (BEL)         | 23è                        |
| 16                         | Ilan Van Wilder (BEL)           | DNF                        |
| 17                         | Louis Vervaeke (BEL)            | 76è                        |

| Groupama-FDJ GFC | Groupama-FDJ GFC           | Groupama-FDJ GFC |
| ---------------- | -------------------------- | ---------------- |
| Núm              | Ciclista                   | Pos              |
| 21               | Valentin Madouas (FRA)     | 34è              |
| 22               | Bruno Armirail (FRA)       | 16è              |
| 23               | Kevin Geniets (LUX) (ruta) | 59è              |
| 24               | Mathieu Ladagnous (FRA)    | 95è              |
| 25               | Rudy Molard (FRA)          | 18è              |
| 26               | Quentin Pacher (FRA)       | 20è              |
| 27               | Anthony Roux (FRA)         | 60è              |

| Movistar Team MOV | Movistar Team MOV                 | Movistar Team MOV |
| ----------------- | --------------------------------- | ----------------- |
| Núm               | Ciclista                          | Pos               |
| 31                | Alejandro Valverde Belmonte (ESP) | 7è                |
| 32                | Gorka Izagirre Insausti (ESP)     | 70è               |
| 33                | Oier Lazkano López (ESP)          | DNF               |
| 34                | Lluís Mas Bonet (ESP)             | DNF               |
| 35                | Enric Mas Nicolau (ESP)           | 12è               |
| 36                | Gregor Mühlberger (AUT)           | 73è               |
| 37                | Carlos Verona Quintanilla (ESP)   | 38è               |

| Israel-Premier Tech IPT | Israel-Premier Tech IPT    | Israel-Premier Tech IPT |
| ----------------------- | -------------------------- | ----------------------- |
| Núm                     | Ciclista                   | Pos                     |
| 41                      | Jakob Fuglsang (DEN)       | 13è                     |
| 42                      | Alessandro De Marchi (ITA) | 74è                     |
| 43                      | Omer Goldstein (ISR)       | DNF                     |
| 44                      | Reto Hollenstein (SUI)     | DNF                     |
| 45                      | Hugo Houle (CAN)           | 53è                     |
| 46                      | Daryl Impey (RSA)          | DNF                     |
| 47                      | Michael Woods (CAN)        | 10è                     |

| Team DSM DSM | Team DSM DSM               | Team DSM DSM |
| ------------ | -------------------------- | ------------ |
| Núm          | Ciclista                   | Pos          |
| 51           | Romain Bardet (FRA)        | DNF          |
| 52           | Mark Donovan (GBR)         | 104è         |
| 53           | Leon Heinschke (GER)       | DNF          |
| 54           | Søren Kragh Andersen (DEN) | 25è          |
| 55           | Joris Nieuwenhuis (NED)    | 118è         |
| 56           | Florian Stork (GER)        | 120è         |
| 57           | Kevin Vermaerke (USA)      | 87è          |

| Trek-Segafredo TFS | Trek-Segafredo TFS       | Trek-Segafredo TFS |
| ------------------ | ------------------------ | ------------------ |
| Núm                | Ciclista                 | Pos                |
| 61                 | Bauke Mollema (NED)      | 29è                |
| 62                 | Julien Bernard (FRA)     | 50è                |
| 63                 | Gianluca Brambilla (ITA) | 64è                |
| 64                 | Dario Cataldo (ITA)      | 93è                |
| 65                 | Tony Gallopin (FRA)      | 91è                |
| 66                 | Mattias Skjelmose (DEN)  | 66è                |
| 67                 | Antwan Tolhoek (NED)     | 97è                |

| Bora-Hansgrohe BOH | Bora-Hansgrohe BOH                 | Bora-Hansgrohe BOH |
| ------------------ | ---------------------------------- | ------------------ |
| Núm                | Ciclista                           | Pos                |
| 71                 | Aleksandr Vlàssov (RUS)            | 14è                |
| 72                 | Giovanni Aleotti (ITA)             | 77è                |
| 73                 | Cesare Benedetti (POL)             | 78è                |
| 74                 | Sergio Higuita García (COL) (ruta) | 5è                 |
| 75                 | Jai Hindley (AUS)                  | NP                 |
| 76                 | Wilco Kelderman (NED)              | DNF                |
| 77                 | Ide Schelling (NED)                | DNF                |

| Bahrain Victorious TBV | Bahrain Victorious TBV      | Bahrain Victorious TBV |
| ---------------------- | --------------------------- | ---------------------- |
| Núm                    | Ciclista                    | Pos                    |
| 81                     | Dylan Teuns (BEL)           | 6è                     |
| 82                     | Damiano Caruso (ITA)        | 41è                    |
| 83                     | Jack Haig (AUS)             | 11è                    |
| 84                     | Mikel Landa Meana (ESP)     | 42è                    |
| 85                     | Matej Mohorič (SLO) (ruta)  | 37è                    |
| 86                     | Wout Poels (NED)            | 39è                    |
| 87                     | Luis León Sánchez Gil (ESP) | 80è                    |

| Ineos Grenadiers IGD | Ineos Grenadiers IGD               | Ineos Grenadiers IGD |
| -------------------- | ---------------------------------- | -------------------- |
| Núm                  | Ciclista                           | Pos                  |
| 91                   | Daniel Martínez Poveda (COL)       | 4t                   |
| 92                   | Laurens De Plus (BEL)              | 101è                 |
| 93                   | Omar Fraile Matarranz (ESP) (ruta) | DNF                  |
| 94                   | Michał Kwiatkowski (POL)           | 100è                 |
| 95                   | Thomas Pidcock (GBR)               | 103è                 |
| 96                   | Carlos Rodríguez Cano (ESP)        | DNF                  |
| 97                   | Geraint Thomas (GBR)               | 43è                  |

| Astana Qazaqstan Team AST | Astana Qazaqstan Team AST        | Astana Qazaqstan Team AST |
| ------------------------- | -------------------------------- | ------------------------- |
| Núm                       | Ciclista                         | Pos                       |
| 101                       | Vincenzo Nibali (ITA)            | 30è                       |
| 102                       | Stefan de Bod (RSA)              | 54è                       |
| 103                       | David de la Cruz Melgarejo (ESP) | 98è                       |
| 104                       | Fabio Felline (ITA)              | DNF                       |
| 105                       | Aliaksandr Rabuixenka (BLR)      | DNF                       |
| 106                       | Simone Velasco (ITA)             | 92è                       |
| 107                       | Andrei Zeits (KAZ)               | 67è                       |

| Jumbo-Visma TJV | Jumbo-Visma TJV            | Jumbo-Visma TJV |
| --------------- | -------------------------- | --------------- |
| Núm             | Ciclista                   | Pos             |
| 111             | Wout van Aert (BEL) (ruta) | 3r              |
| 112             | Tiesj Benoot (BEL)         | NP              |
| 113             | Sepp Kuss (USA)            | 55è             |
| 114             | Sam Oomen (NED)            | 32è             |
| 115             | Timo Roosen (NED) (ruta)   | DNF             |
| 116             | Jos van Emden (NED)        | DNF             |
| 117             | Jonas Vingegaard (DEN)     | DNF             |

| BikeExchange-Jayco BEX | BikeExchange-Jayco BEX        | BikeExchange-Jayco BEX |
| ---------------------- | ----------------------------- | ---------------------- |
| Núm                    | Ciclista                      | Pos                    |
| 121                    | Michael Matthews (AUS)        | DNF                    |
| 122                    | Alexandre Balmer (SUI)        | DNF                    |
| 123                    | Jack Bauer (NZL)              | 117è                   |
| 124                    | Tsgabu Grmay (ETH)            | 119è                   |
| 125                    | Christopher Juul-Jensen (DEN) | DNF                    |
| 126                    | Jan Maas (NED)                | 82è                    |
| 127                    | Nick Schultz (AUS)            | 45è                    |

| Cofidis COF | Cofidis COF                 | Cofidis COF |
| ----------- | --------------------------- | ----------- |
| Núm         | Ciclista                    | Pos         |
| 131         | Ion Izagirre Insausti (ESP) | 27è         |
| 132         | Simon Geschke (GER)         | 35è         |
| 133         | Jesús Herrada López (ESP)   | DNF         |
| 134         | Victor Lafay (FRA)          | DNF         |
| 135         | Guillaume Martin (FRA)      | 33è         |
| 136         | Anthony Perez (FRA)         | 81è         |
| 137         | Rémy Rochas (FRA)           | 56è         |

| AG2R Citroën Team ACT | AG2R Citroën Team ACT        | AG2R Citroën Team ACT |
| --------------------- | ---------------------------- | --------------------- |
| Núm                   | Ciclista                     | Pos                   |
| 141                   | Benoît Cosnefroy (FRA)       | 24è                   |
| 142                   | Mikaël Cherel (FRA)          | 62è                   |
| 143                   | Dorian Godon (FRA)           | DNF                   |
| 144                   | Bob Jungels (LUX)            | 58è                   |
| 145                   | Paul Lapeira (FRA)           | 72è                   |
| 146                   | Aurélien Paret-Peintre (FRA) | 40è                   |
| 147                   | Lawrence Warbasse (USA)      | DNF                   |

| Lotto-Soudal LTS | Lotto-Soudal LTS         | Lotto-Soudal LTS |
| ---------------- | ------------------------ | ---------------- |
| Núm              | Ciclista                 | Pos              |
| 151              | Philippe Gilbert (BEL)   | 46è              |
| 152              | Sébastien Grignard (BEL) | DNF              |
| 153              | Matthew Holmes (GBR)     | 68è              |
| 154              | Sylvain Moniquet (BEL)   | 31è              |
| 155              | Harm Vanhoucke (BEL)     | 75è              |
| 156              | Viktor Verschaeve (BEL)  | 79è              |
| 157              | Tim Wellens (BEL)        | 86è              |

| Arkéa-Samsic ARK | Arkéa-Samsic ARK           | Arkéa-Samsic ARK |
| ---------------- | -------------------------- | ---------------- |
| Núm              | Ciclista                   | Pos              |
| 161              | Warren Barguil (FRA)       | 15è              |
| 162              | Winner Anacona Gómez (COL) | 71è              |
| 163              | Anthony Delaplace (FRA)    | 51è              |
| 164              | Élie Gesbert (FRA)         | DNF              |
| 165              | Simon Guglielmi (FRA)      | 65è              |
| 166              | Matis Louvel (FRA)         | 106è             |
| 167              | Łukasz Owsian (POL)        | DNF              |

| EF Education-EasyPost EFE | EF Education-EasyPost EFE  | EF Education-EasyPost EFE |
| ------------------------- | -------------------------- | ------------------------- |
| Núm                       | Ciclista                   | Pos                       |
| 171                       | Ruben Guerreiro (POR)      | DNF                       |
| 172                       | Alberto Bettiol (ITA)      | 69è                       |
| 173                       | Simon Carr (GBR)           | DNF                       |
| 174                       | Odd Christian Eiking (NOR) | DNF                       |
| 175                       | Ben Healy (IRL)            | DNF                       |
| 176                       | Neilson Powless (USA)      | 8è                        |
| 177                       | Rigoberto Urán (COL)       | DNF                       |

| Uno-X Pro Cycling Team UXT | Uno-X Pro Cycling Team UXT       | Uno-X Pro Cycling Team UXT |
| -------------------------- | -------------------------------- | -------------------------- |
| Núm                        | Ciclista                         | Pos                        |
| 181                        | Tobias Halland Johannessen (NOR) | DNF                        |
| 182                        | Idar Andersen (NOR)              | DNF                        |
| 183                        | Fredrik Dversnes (NOR)           | 108è                       |
| 184                        | Anders Halland Johannessen (NOR) | 115è                       |
| 185                        | Jacob Hindsgaul Madsen (DEN)     | 109è                       |
| 186                        | Torjus Sleen (NOR)               | 113è                       |
| 187                        | Jonas Gregaard Wilsly (DEN)      | 28è                        |

| Intermarché-Wanty-Gobert Matériaux IWG | Intermarché-Wanty-Gobert Matériaux IWG | Intermarché-Wanty-Gobert Matériaux IWG |
| -------------------------------------- | -------------------------------------- | -------------------------------------- |
| Núm                                    | Ciclista                               | Pos                                    |
| 191                                    | Domenico Pozzovivo (ITA)               | 26è                                    |
| 192                                    | Jan Bakelants (BEL)                    | 85è                                    |
| 193                                    | Quinten Hermans (BEL)                  | 2n                                     |
| 194                                    | Simone Petilli (ITA)                   | 94è                                    |
| 195                                    | Baptiste Planckaert (BEL)              | DNF                                    |
| 196                                    | Corné van Kessel (NED)                 | DNF                                    |
| 197                                    | Georg Zimmermann (GER)                 | DNF                                    |

| Alpecin-Fenix AFC | Alpecin-Fenix AFC       | Alpecin-Fenix AFC |
| ----------------- | ----------------------- | ----------------- |
| Núm               | Ciclista                | Pos               |
| 201               | Xandro Meurisse (BEL)   | 19è               |
| 202               | Floris De Tier (BEL)    | 61è               |
| 203               | Jimmy Janssens (BEL)    | DNF               |
| 204               | Kristian Sbaragli (ITA) | 47è               |
| 205               | Robert Stannard (AUS)   | 17è               |
| 206               | Scott Thwaites (GBR)    | DNF               |
| 207               | Jay Vine (AUS)          | 84è               |

| TotalEnergies TEN | TotalEnergies TEN               | TotalEnergies TEN |
| ----------------- | ------------------------------- | ----------------- |
| Núm               | Ciclista                        | Pos               |
| 211               | Alexis Vuillermoz (FRA)         | 21è               |
| 212               | Jérémy Cabot (FRA)              | DNF               |
| 213               | Fabien Doubey (FRA)             | 52è               |
| 214               | Valentin Ferron (FRA)           | 49è               |
| 215               | Fabien Grellier (FRA)           | DNF               |
| 216               | Paul Ourselin (FRA)             | 36è               |
| 217               | Cristián Rodríguez Martín (ESP) | DNF               |

| Bingoal Pauwels Sauces WB BWB | Bingoal Pauwels Sauces WB BWB | Bingoal Pauwels Sauces WB BWB |
| ----------------------------- | ----------------------------- | ----------------------------- |
| Núm                           | Ciclista                      | Pos                           |
| 221                           | Johan Meens (BEL)             | DNF                           |
| 222                           | Rémy Mertz (BEL)              | 107è                          |
| 223                           | Kenny Molly (BEL)             | 96è                           |
| 224                           | Mathijs Paasschens (NED)      | 83è                           |
| 225                           | Tom Paquot (BEL)              | 89è                           |
| 226                           | Marco Tizza (ITA)             | 121è                          |
| 227                           | Luc Wirtgen (LUX)             | 48è                           |

| Sport Vlaanderen-Baloise SVB | Sport Vlaanderen-Baloise SVB | Sport Vlaanderen-Baloise SVB |
| ---------------------------- | ---------------------------- | ---------------------------- |
| Núm                          | Ciclista                     | Pos                          |
| 231                          | Jenno Berckmoes (BEL)        | 110è                         |
| 232                          | Ruben Apers (BEL)            | 90è                          |
| 233                          | Kamiel Bonneu (BEL)          | NP                           |
| 234                          | Vito Braet (BEL)             | 111è                         |
| 235                          | Alex Colman (BEL)            | DNF                          |
| 236                          | Gilles De Wilde (BEL)        | DNF                          |
| 237                          | Julian Mertens (BEL)         | DNF                          |

| Equipo Kern Pharma EKP | Equipo Kern Pharma EKP           | Equipo Kern Pharma EKP |
| ---------------------- | -------------------------------- | ---------------------- |
| Núm                    | Ciclista                         | Pos                    |
| 241                    | Urko Berrade (ESP)               | DNF                    |
| 242                    | Francisco Galván Fernández (ESP) | 116è                   |
| 243                    | Raúl García Pierna (ESP)         | 105è                   |
| 244                    | Pau Miquel Delgado (ESP)         | 63è                    |
| 245                    | Ibon Ruiz (ESP)                  | 102è                   |
| 246                    | Eugenio Sánchez López (ESP)      | 88è                    |
| 247                    | Danny van der Tuuk (NED)         | 114è                   |

| UAE Team Emirates UAD | UAE Team Emirates UAD      | UAE Team Emirates UAD |
| --------------------- | -------------------------- | --------------------- |
| Núm                   | Ciclista                   | Pos                   |
| 1                     | Marc Hirschi (SUI)         | 9è                    |
| 2                     | George Bennett (NZL)       | DNF                   |
| 3                     | Vegard Stake Laengen (NOR) | 112è                  |
| 4                     | Brandon McNulty (USA)      | DNF                   |
| 5                     | Jan Polanc (SLO)           | 57è                   |
| 6                     | Marc Soler i Giménez (ESP) | 44è                   |
| 7                     | Diego Ulissi (ITA)         | 22è                   |

| Quick-Step Alpha Vinyl QST | Quick-Step Alpha Vinyl QST      | Quick-Step Alpha Vinyl QST |
| -------------------------- | ------------------------------- | -------------------------- |
| Núm                        | Ciclista                        | Pos                        |
| 11                         | Julian Alaphilippe (FRA) (ruta) | DNF                        |
| 12                         | Tim Declercq (BEL)              | DNF                        |
| 13                         | Remco Evenepoel (BEL)           | 1r                         |
| 14                         | Pieter Serry (BEL)              | 99è                        |
| 15                         | Mauri Vansevenant (BEL)         | 23è                        |
| 16                         | Ilan Van Wilder (BEL)           | DNF                        |
| 17                         | Louis Vervaeke (BEL)            | 76è                        |

| Groupama-FDJ GFC | Groupama-FDJ GFC           | Groupama-FDJ GFC |
| ---------------- | -------------------------- | ---------------- |
| Núm              | Ciclista                   | Pos              |
| 21               | Valentin Madouas (FRA)     | 34è              |
| 22               | Bruno Armirail (FRA)       | 16è              |
| 23               | Kevin Geniets (LUX) (ruta) | 59è              |
| 24               | Mathieu Ladagnous (FRA)    | 95è              |
| 25               | Rudy Molard (FRA)          | 18è              |
| 26               | Quentin Pacher (FRA)       | 20è              |
| 27               | Anthony Roux (FRA)         | 60è              |

| Movistar Team MOV | Movistar Team MOV                 | Movistar Team MOV |
| ----------------- | --------------------------------- | ----------------- |
| Núm               | Ciclista                          | Pos               |
| 31                | Alejandro Valverde Belmonte (ESP) | 7è                |
| 32                | Gorka Izagirre Insausti (ESP)     | 70è               |
| 33                | Oier Lazkano López (ESP)          | DNF               |
| 34                | Lluís Mas Bonet (ESP)             | DNF               |
| 35                | Enric Mas Nicolau (ESP)           | 12è               |
| 36                | Gregor Mühlberger (AUT)           | 73è               |
| 37                | Carlos Verona Quintanilla (ESP)   | 38è               |

| Israel-Premier Tech IPT | Israel-Premier Tech IPT    | Israel-Premier Tech IPT |
| ----------------------- | -------------------------- | ----------------------- |
| Núm                     | Ciclista                   | Pos                     |
| 41                      | Jakob Fuglsang (DEN)       | 13è                     |
| 42                      | Alessandro De Marchi (ITA) | 74è                     |
| 43                      | Omer Goldstein (ISR)       | DNF                     |
| 44                      | Reto Hollenstein (SUI)     | DNF                     |
| 45                      | Hugo Houle (CAN)           | 53è                     |
| 46                      | Daryl Impey (RSA)          | DNF                     |
| 47                      | Michael Woods (CAN)        | 10è                     |

| Team DSM DSM | Team DSM DSM               | Team DSM DSM |
| ------------ | -------------------------- | ------------ |
| Núm          | Ciclista                   | Pos          |
| 51           | Romain Bardet (FRA)        | DNF          |
| 52           | Mark Donovan (GBR)         | 104è         |
| 53           | Leon Heinschke (GER)       | DNF          |
| 54           | Søren Kragh Andersen (DEN) | 25è          |
| 55           | Joris Nieuwenhuis (NED)    | 118è         |
| 56           | Florian Stork (GER)        | 120è         |
| 57           | Kevin Vermaerke (USA)      | 87è          |

| Trek-Segafredo TFS | Trek-Segafredo TFS       | Trek-Segafredo TFS |
| ------------------ | ------------------------ | ------------------ |
| Núm                | Ciclista                 | Pos                |
| 61                 | Bauke Mollema (NED)      | 29è                |
| 62                 | Julien Bernard (FRA)     | 50è                |
| 63                 | Gianluca Brambilla (ITA) | 64è                |
| 64                 | Dario Cataldo (ITA)      | 93è                |
| 65                 | Tony Gallopin (FRA)      | 91è                |
| 66                 | Mattias Skjelmose (DEN)  | 66è                |
| 67                 | Antwan Tolhoek (NED)     | 97è                |

| Bora-Hansgrohe BOH | Bora-Hansgrohe BOH                 | Bora-Hansgrohe BOH |
| ------------------ | ---------------------------------- | ------------------ |
| Núm                | Ciclista                           | Pos                |
| 71                 | Aleksandr Vlàssov (RUS)            | 14è                |
| 72                 | Giovanni Aleotti (ITA)             | 77è                |
| 73                 | Cesare Benedetti (POL)             | 78è                |
| 74                 | Sergio Higuita García (COL) (ruta) | 5è                 |
| 75                 | Jai Hindley (AUS)                  | NP                 |
| 76                 | Wilco Kelderman (NED)              | DNF                |
| 77                 | Ide Schelling (NED)                | DNF                |

| Bahrain Victorious TBV | Bahrain Victorious TBV      | Bahrain Victorious TBV |
| ---------------------- | --------------------------- | ---------------------- |
| Núm                    | Ciclista                    | Pos                    |
| 81                     | Dylan Teuns (BEL)           | 6è                     |
| 82                     | Damiano Caruso (ITA)        | 41è                    |
| 83                     | Jack Haig (AUS)             | 11è                    |
| 84                     | Mikel Landa Meana (ESP)     | 42è                    |
| 85                     | Matej Mohorič (SLO) (ruta)  | 37è                    |
| 86                     | Wout Poels (NED)            | 39è                    |
| 87                     | Luis León Sánchez Gil (ESP) | 80è                    |

| Ineos Grenadiers IGD | Ineos Grenadiers IGD               | Ineos Grenadiers IGD |
| -------------------- | ---------------------------------- | -------------------- |
| Núm                  | Ciclista                           | Pos                  |
| 91                   | Daniel Martínez Poveda (COL)       | 4t                   |
| 92                   | Laurens De Plus (BEL)              | 101è                 |
| 93                   | Omar Fraile Matarranz (ESP) (ruta) | DNF                  |
| 94                   | Michał Kwiatkowski (POL)           | 100è                 |
| 95                   | Thomas Pidcock (GBR)               | 103è                 |
| 96                   | Carlos Rodríguez Cano (ESP)        | DNF                  |
| 97                   | Geraint Thomas (GBR)               | 43è                  |

| Astana Qazaqstan Team AST | Astana Qazaqstan Team AST        | Astana Qazaqstan Team AST |
| ------------------------- | -------------------------------- | ------------------------- |
| Núm                       | Ciclista                         | Pos                       |
| 101                       | Vincenzo Nibali (ITA)            | 30è                       |
| 102                       | Stefan de Bod (RSA)              | 54è                       |
| 103                       | David de la Cruz Melgarejo (ESP) | 98è                       |
| 104                       | Fabio Felline (ITA)              | DNF                       |
| 105                       | Aliaksandr Rabuixenka (BLR)      | DNF                       |
| 106                       | Simone Velasco (ITA)             | 92è                       |
| 107                       | Andrei Zeits (KAZ)               | 67è                       |

| Jumbo-Visma TJV | Jumbo-Visma TJV            | Jumbo-Visma TJV |
| --------------- | -------------------------- | --------------- |
| Núm             | Ciclista                   | Pos             |
| 111             | Wout van Aert (BEL) (ruta) | 3r              |
| 112             | Tiesj Benoot (BEL)         | NP              |
| 113             | Sepp Kuss (USA)            | 55è             |
| 114             | Sam Oomen (NED)            | 32è             |
| 115             | Timo Roosen (NED) (ruta)   | DNF             |
| 116             | Jos van Emden (NED)        | DNF             |
| 117             | Jonas Vingegaard (DEN)     | DNF             |

| BikeExchange-Jayco BEX | BikeExchange-Jayco BEX        | BikeExchange-Jayco BEX |
| ---------------------- | ----------------------------- | ---------------------- |
| Núm                    | Ciclista                      | Pos                    |
| 121                    | Michael Matthews (AUS)        | DNF                    |
| 122                    | Alexandre Balmer (SUI)        | DNF                    |
| 123                    | Jack Bauer (NZL)              | 117è                   |
| 124                    | Tsgabu Grmay (ETH)            | 119è                   |
| 125                    | Christopher Juul-Jensen (DEN) | DNF                    |
| 126                    | Jan Maas (NED)                | 82è                    |
| 127                    | Nick Schultz (AUS)            | 45è                    |

| Cofidis COF | Cofidis COF                 | Cofidis COF |
| ----------- | --------------------------- | ----------- |
| Núm         | Ciclista                    | Pos         |
| 131         | Ion Izagirre Insausti (ESP) | 27è         |
| 132         | Simon Geschke (GER)         | 35è         |
| 133         | Jesús Herrada López (ESP)   | DNF         |
| 134         | Victor Lafay (FRA)          | DNF         |
| 135         | Guillaume Martin (FRA)      | 33è         |
| 136         | Anthony Perez (FRA)         | 81è         |
| 137         | Rémy Rochas (FRA)           | 56è         |

| AG2R Citroën Team ACT | AG2R Citroën Team ACT        | AG2R Citroën Team ACT |
| --------------------- | ---------------------------- | --------------------- |
| Núm                   | Ciclista                     | Pos                   |
| 141                   | Benoît Cosnefroy (FRA)       | 24è                   |
| 142                   | Mikaël Cherel (FRA)          | 62è                   |
| 143                   | Dorian Godon (FRA)           | DNF                   |
| 144                   | Bob Jungels (LUX)            | 58è                   |
| 145                   | Paul Lapeira (FRA)           | 72è                   |
| 146                   | Aurélien Paret-Peintre (FRA) | 40è                   |
| 147                   | Lawrence Warbasse (USA)      | DNF                   |

| Lotto-Soudal LTS | Lotto-Soudal LTS         | Lotto-Soudal LTS |
| ---------------- | ------------------------ | ---------------- |
| Núm              | Ciclista                 | Pos              |
| 151              | Philippe Gilbert (BEL)   | 46è              |
| 152              | Sébastien Grignard (BEL) | DNF              |
| 153              | Matthew Holmes (GBR)     | 68è              |
| 154              | Sylvain Moniquet (BEL)   | 31è              |
| 155              | Harm Vanhoucke (BEL)     | 75è              |
| 156              | Viktor Verschaeve (BEL)  | 79è              |
| 157              | Tim Wellens (BEL)        | 86è              |

| Arkéa-Samsic ARK | Arkéa-Samsic ARK           | Arkéa-Samsic ARK |
| ---------------- | -------------------------- | ---------------- |
| Núm              | Ciclista                   | Pos              |
| 161              | Warren Barguil (FRA)       | 15è              |
| 162              | Winner Anacona Gómez (COL) | 71è              |
| 163              | Anthony Delaplace (FRA)    | 51è              |
| 164              | Élie Gesbert (FRA)         | DNF              |
| 165              | Simon Guglielmi (FRA)      | 65è              |
| 166              | Matis Louvel (FRA)         | 106è             |
| 167              | Łukasz Owsian (POL)        | DNF              |

| EF Education-EasyPost EFE | EF Education-EasyPost EFE  | EF Education-EasyPost EFE |
| ------------------------- | -------------------------- | ------------------------- |
| Núm                       | Ciclista                   | Pos                       |
| 171                       | Ruben Guerreiro (POR)      | DNF                       |
| 172                       | Alberto Bettiol (ITA)      | 69è                       |
| 173                       | Simon Carr (GBR)           | DNF                       |
| 174                       | Odd Christian Eiking (NOR) | DNF                       |
| 175                       | Ben Healy (IRL)            | DNF                       |
| 176                       | Neilson Powless (USA)      | 8è                        |
| 177                       | Rigoberto Urán (COL)       | DNF                       |

| Uno-X Pro Cycling Team UXT | Uno-X Pro Cycling Team UXT       | Uno-X Pro Cycling Team UXT |
| -------------------------- | -------------------------------- | -------------------------- |
| Núm                        | Ciclista                         | Pos                        |
| 181                        | Tobias Halland Johannessen (NOR) | DNF                        |
| 182                        | Idar Andersen (NOR)              | DNF                        |
| 183                        | Fredrik Dversnes (NOR)           | 108è                       |
| 184                        | Anders Halland Johannessen (NOR) | 115è                       |
| 185                        | Jacob Hindsgaul Madsen (DEN)     | 109è                       |
| 186                        | Torjus Sleen (NOR)               | 113è                       |
| 187                        | Jonas Gregaard Wilsly (DEN)      | 28è                        |

| Intermarché-Wanty-Gobert Matériaux IWG | Intermarché-Wanty-Gobert Matériaux IWG | Intermarché-Wanty-Gobert Matériaux IWG |
| -------------------------------------- | -------------------------------------- | -------------------------------------- |
| Núm                                    | Ciclista                               | Pos                                    |
| 191                                    | Domenico Pozzovivo (ITA)               | 26è                                    |
| 192                                    | Jan Bakelants (BEL)                    | 85è                                    |
| 193                                    | Quinten Hermans (BEL)                  | 2n                                     |
| 194                                    | Simone Petilli (ITA)                   | 94è                                    |
| 195                                    | Baptiste Planckaert (BEL)              | DNF                                    |
| 196                                    | Corné van Kessel (NED)                 | DNF                                    |
| 197                                    | Georg Zimmermann (GER)                 | DNF                                    |

| Alpecin-Fenix AFC | Alpecin-Fenix AFC       | Alpecin-Fenix AFC |
| ----------------- | ----------------------- | ----------------- |
| Núm               | Ciclista                | Pos               |
| 201               | Xandro Meurisse (BEL)   | 19è               |
| 202               | Floris De Tier (BEL)    | 61è               |
| 203               | Jimmy Janssens (BEL)    | DNF               |
| 204               | Kristian Sbaragli (ITA) | 47è               |
| 205               | Robert Stannard (AUS)   | 17è               |
| 206               | Scott Thwaites (GBR)    | DNF               |
| 207               | Jay Vine (AUS)          | 84è               |

| TotalEnergies TEN | TotalEnergies TEN               | TotalEnergies TEN |
| ----------------- | ------------------------------- | ----------------- |
| Núm               | Ciclista                        | Pos               |
| 211               | Alexis Vuillermoz (FRA)         | 21è               |
| 212               | Jérémy Cabot (FRA)              | DNF               |
| 213               | Fabien Doubey (FRA)             | 52è               |
| 214               | Valentin Ferron (FRA)           | 49è               |
| 215               | Fabien Grellier (FRA)           | DNF               |
| 216               | Paul Ourselin (FRA)             | 36è               |
| 217               | Cristián Rodríguez Martín (ESP) | DNF               |

| Bingoal Pauwels Sauces WB BWB | Bingoal Pauwels Sauces WB BWB | Bingoal Pauwels Sauces WB BWB |
| ----------------------------- | ----------------------------- | ----------------------------- |
| Núm                           | Ciclista                      | Pos                           |
| 221                           | Johan Meens (BEL)             | DNF                           |
| 222                           | Rémy Mertz (BEL)              | 107è                          |
| 223                           | Kenny Molly (BEL)             | 96è                           |
| 224                           | Mathijs Paasschens (NED)      | 83è                           |
| 225                           | Tom Paquot (BEL)              | 89è                           |
| 226                           | Marco Tizza (ITA)             | 121è                          |
| 227                           | Luc Wirtgen (LUX)             | 48è                           |

| Sport Vlaanderen-Baloise SVB | Sport Vlaanderen-Baloise SVB | Sport Vlaanderen-Baloise SVB |
| ---------------------------- | ---------------------------- | ---------------------------- |
| Núm                          | Ciclista                     | Pos                          |
| 231                          | Jenno Berckmoes (BEL)        | 110è                         |
| 232                          | Ruben Apers (BEL)            | 90è                          |
| 233                          | Kamiel Bonneu (BEL)          | NP                           |
| 234                          | Vito Braet (BEL)             | 111è                         |
| 235                          | Alex Colman (BEL)            | DNF                          |
| 236                          | Gilles De Wilde (BEL)        | DNF                          |
| 237                          | Julian Mertens (BEL)         | DNF                          |

| Equipo Kern Pharma EKP | Equipo Kern Pharma EKP           | Equipo Kern Pharma EKP |
| ---------------------- | -------------------------------- | ---------------------- |
| Núm                    | Ciclista                         | Pos                    |
| 241                    | Urko Berrade (ESP)               | DNF                    |
| 242                    | Francisco Galván Fernández (ESP) | 116è                   |
| 243                    | Raúl García Pierna (ESP)         | 105è                   |
| 244                    | Pau Miquel Delgado (ESP)         | 63è                    |
| 245                    | Ibon Ruiz (ESP)                  | 102è                   |
| 246                    | Eugenio Sánchez López (ESP)      | 88è                    |
| 247                    | Danny van der Tuuk (NED)         | 114è                   |